# Sumner (cráter)
Sumner es un cráter de impacto perteneciente a la cara oculta de la Luna, más allá del terminador noreste. Se halla al sudoeste del cráter más grande Szilard, y al sureste de las llanuras fusionadas de los cráteres Fabry y Harkhebi.
|  |

Esta formación ha sido fuertemente dañada por una historia de impactos sucesivos, dejando un borde exterior irregular y muy deteriorado. Un cráter de impacto más pequeño se ha fusionado con el borde sur. El borde septentrional es poco más que una sucesión irregular de arcos aislados. El interior es casi igual de irregular, siendo la formación poco más que una depresión marcada sobre la superficie lunar.
Comenzando unos 30 kilómetros al norte de Sumner y progresando hacia el este-sureste se localiza una larga cadena lineal de cráteres que forma una hendidura irregular en la superficie. Esta formación se denomina Catena Sumner de acuerdo con el nombre del cráter cercano. Discurre al noreste de Harriot A, un cráter satélite de Harriot.

## Cráteres satélite

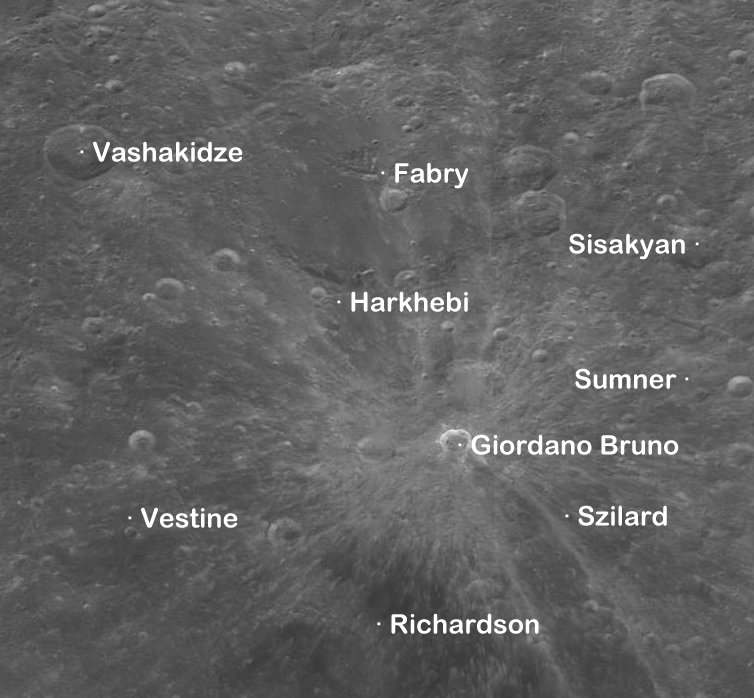
Entorno de Sumner

Por convención estos elementos son identificados en los mapas lunares poniendo la letra en el lado del punto medio del cráter que está más cerca de Sumner.
|        | \| Sumner \| Coordenadas \| Diámetro \| \| ------ \| ------------------------------ \| -------- \| \| G \| 37°12′N 110°12′E / 37.2, 110.2 \| 18 km \| |          |
| Sumner | Coordenadas | Diámetro |
| G      | 37°12′N 110°12′E / 37.2, 110.2 | 18 km    |